# Florence (prénom)
Pour les articles homonymes, voir Florence (homonymie).
Florence est un prénom féminin ayant une étymologie latine Florentia, nom de femme, lui-même féminin de Florentius, nom d'homme, provenant de florens signifiant en fleur au sens propre et heureux au sens figuré. Il est principalement fêté le 1er décembre.

## Variantes
On rencontre les variantes Florance et Flossie.

## Florence célèbres
- Florence Arthaud, navigatrice française
- Florence Aubenas, journaliste française
- Florence Colle, athlète française
- Florence Dauchez, animatrice française
- Florence Delay, romancière française
- Florence Foresti, humoriste française
- Florence Foster Jenkins, chanteuse soprano américaine
- Florence Harding, femme du 29e président des États-Unis
- Florence Howe, activiste féministe
- Florence Lawrence, actrice américaine
- Florence Magnin, illustratrice, dessinatrice et scénariste de bande dessinée française
- Florence Mendez, humoriste belge
- Florence Miailhe, réalisatrice française
- Florence Nightingale, infirmière anglaise, héroïne de la Guerre de Crimée, statisticienne, féministe
- Florence Pernel, actrice française
- Florence Porcel, auteure, comédienne, animatrice française
- Florence Pugh, actrice américaine
- Florence Welch, auteur compositrice interprète

## Honneur
En 1997, le cratère vénusien Florence est nommé en l'honneur du prénom.